# Unione Sportiva Cremonese 1952-1953
Questa pagina raccoglie le informazioni riguardanti l'Unione Sportiva Cremonese nelle competizioni ufficiali della stagione 1952-1953.

## Stagione
Nella stagione 1952-1953 la Cremonese ha disputato il campionato di IV Serie, girone B, piazzandosi al terzo posto in classifica con 37 punti, il torneo è stato vinto dal Lecco con 46 punti che ha ottenuto la promozione in Serie C, davanti alla Marzoli di Palazzolo sull'Oglio con 43 punti. Dal Soncino arriva Giacomo Losi che diventerà il grintoso e corretto capitano della Roma, altro arrivo di rilievo Giuseppe Aliprandi che con 13 reti supererà nella classifica marcatori Guerrino Rossi che otterrà 12 centri. La squadra cremonese allenata da Ercole Bodini disputa un discreto campionato, ma non ce la fa a reggere il ritmo del Lecco che vincerà il torneo. Curiosità di stagione, i prezzi dei biglietti per lo Stadio Zini in IV serie nel 1952-1953 erano: Tribuna Numerata 600 lire, Tribuna 350 lire, popolari 200 lire.

## Rosa
| N. |                   | Ruolo | Calciatore         |
| -- | ----------------- | ----- | ------------------ |
|    | Italia (bandiera) | A     | Giuseppe Aliprandi |
|    | Italia (bandiera) | D     | Alessandro Alquati |
|    | Italia (bandiera) | D     | Giampiero Bodini   |
|    | Italia (bandiera) | C     | Gianni Bonazzoli   |
|    | Italia (bandiera) | A     | Giancarlo Dognazzi |
|    | Italia (bandiera) | C     | Gianni Dotti       |
|    | Italia (bandiera) | P     | Mario Ghisolfi     |
|    | Italia (bandiera) | D     | Giacomo Losi       |
|    | Italia (bandiera) | C     | Fausto Monteverdi  |

| N. |                   | Ruolo | Calciatore        |
| -- | ----------------- | ----- | ----------------- |
|    | Italia (bandiera) | C     | Ivanoe Nolli      |
|    | Italia (bandiera) | D     | Luigi Pellini     |
|    | Italia (bandiera) | C     | Danilo Ravani     |
|    | Italia (bandiera) | A     | Guerrino Rossi    |
|    | Italia (bandiera) | A     | Seniga            |
|    | Italia (bandiera) | C     | Silvano Trevisani |
|    | Italia (bandiera) | C     | Umberto Villani   |
|    | Italia (bandiera) | A     | Teodoro Zanini    |
|    | Italia (bandiera) | A     | Bruno Zucchelli   |

## Risultati

### Girone di andata
| Arbitro: | Mancinelli (Mestre) |

|                            |           |  |
| Nolli 54’ (rig.) Rossi 81’ | Marcatori |  |

| Arbitro: | Crippa (Milano) |

|                             |           |                         |
| Loreti 28’, 63’ Venturi 84’ | Marcatori | 16’ Nolli 40’ Aliprandi |

| Arbitro: | Angelini (Firenze) |

|                            |           |                              |
| Laucello 43’ Spigaroli 47’ | Marcatori | 23’ Losi 44’ Nolli 77’ Rossi |

| Arbitro: | Pavoni (Bergamo) |

|  |           |            |
|  | Marcatori | 66’ Vicari |

| Arbitro: | Rossi (Chiavari) |

|                   |           |                                                |
| Bodini 77’ (aut.) | Marcatori | 24’ Nolli 42’ Aliprandi 49’ Dognazzi 59’ Rossi |

| Arbitro: | Benedetti (Trieste) |

|                                 |           |  |
| Aliprandi 15’ Dognazzi 55’, 60’ | Marcatori |  |

| Arbitro: | Medio (Genova) |

|           |           |                                     |
| Bosco 13’ | Marcatori | 26’ Rossi 69’ Villani 86’ Aliprandi |

| Arbitro: | Borghi (Reggio Emilia) |

|                                    |           |  |
| Villani 13’ Dognazzi 51’ Rossi 83’ | Marcatori |  |

| Vimercate 30 novembre 1952 9ª giornata | Vimercatese       | 0 – 0 | Cremonese | Stadio Comunale\| Arbitro: \| Cerutti (Legnano) \| |
| Arbitro:                               | Cerutti (Legnano) |       |           |                                                    |

| Arbitro: | Rebuffo (Milano) |

|             |           |  |
| Villani 54’ | Marcatori |  |

| Arbitro: | Cevolani (Milano) |

|                         |           |                                        |
| Bonvicini 38’, 39’, 85’ | Marcatori | 21’ Aliprandi 27’ Dognazzi 55’ Villani |

| Arbitro: | Casagli (Firenze) |

|                                           |           |                          |
| Aliprandi 12’, 44’, 59’ Dognazzi 26’, 66’ | Marcatori | 38’ Tentorio 65’ Ubbiali |

| Arbitro: | Manservigi (Mestre) |

|                  |           |  |
| Leoni 44’ (rig.) | Marcatori |  |

| Arbitro: | Ubezio (Novara) |

|               |           |  |
| Aliprandi 46’ | Marcatori |  |

| Arbitro: | Pasini (Novara) |

|                          |           |              |
| Maestri 63’ Mariotto 79’ | Marcatori | 87’ Dognazzi |

### Girone di ritorno
| Arbitro: | Politi (Vercelli) |

|             |           |                                                                          |
| Monzani 79’ | Marcatori | 38’ Villani 43’, 77’ (rig.) 89’ Rossi 47’ Ravani 61’ Aliprandi 69’ Nolli |

| Arbitro: | Puri (Roma) |

|              |           |  |
| Dognazzi 65’ | Marcatori |  |

| Cremona 1º febbraio 1953 18ª giornata | Cremonese           | 0 – 0 | Fidenza | Stadio Giovanni Zini\| Arbitro: \| Baldassarre (Udine) \| |
| Arbitro:                              | Baldassarre (Udine) |       |         |                                                           |

| Arbitro: | Butti (Como) |

|                    |           |  |
| Gualtieri 51’, 74’ | Marcatori |  |

| Arbitro: | Cotumaccio (Pescara) |

|                     |           |  |
| Nolli 35’ Dotti 89’ | Marcatori |  |

| Arbitro: | Angelini (Firenze) |

|              |           |           |
| Piccinini 3’ | Marcatori | 31’ Dotti |

| Arbitro: | Battistini (Rimini) |

|                         |           |              |
| Rossi 10’ Aliprandi 60’ | Marcatori | 11’ Apoluzzi |

| Arbitro: | Pisanu (Verona) |

|               |           |          |
| Marchetti 76’ | Marcatori | 8’ Rossi |

| Arbitro: | Ascari (Modena) |

|            |           |  |
| Bodini 69’ | Marcatori |  |

| Arbitro: | Cella (Milano) |

|             |           |                                     |
| Benelli 20’ | Marcatori | 19’ Dotti 39’ Aliprandi 72’ Villani |

| Arbitro: | Della Casa (Alessandria) |

|             |           |                                  |
| Villani 25’ | Marcatori | 27’ Cherubini 53’, 81’ Bonvicini |

| Arbitro: | Tovani (Pisa) |

|              |           |  |
| Ghilardi 59’ | Marcatori |  |

| Arbitro: | Luparia (Vercelli) |

|           |           |                         |
| Rossi 52’ | Marcatori | 51’ Loranzi 87’ Caceffo |

| Arbitro: | Frisoni (Brescia) |

|  |           |           |
|  | Marcatori | 75’ Rossi |

| Arbitro: | Revello (Imperia) |

|               |           |                                 |
| Aliprandi 41’ | Marcatori | 46’ Benedini 75’, 79’ Dal Negro |